# Andrzej Głąb
Andrzej Głąb (ur. 10 listopada 1966 w Chełmie) – polski zapaśnik, wicemistrz olimpijski.

## Życiorys
Walczył w stylu klasycznym, w wadze papierowej (do 48 kg). Największy sukces odniósł na olimpiadzie w Seulu 1988, gdzie zdobył srebrny medal. Kilkakrotnie startował w mistrzostwach świata i Europy, zajmując czołowe miejsca, ale nie zdobył medalu. Trzykrotnie był mistrzem Polski (w 1988, 1989 i 1993).
Absolwent Technikum Mechanicznego w Chełmie i studium trenerskiego na Zamiejscowym Wydziale Kultury Fizycznej w Gorzowie Wielkopolskim Akademii Wychowania Fizycznego im. Eugeniusza Piaseckiego w Poznaniu. Po zakończeniu kariery został trenerem drużyny Gryfa Chełm. Wychował i wyszkolił mistrzów Polski, zawodników mistrzostw świata i Europy oraz olimpijczyków, m.in.  Dariusza i Piotra Jabłońskich.